# Hervé Renard
Hervé Jean-Marie Roger Renard (sinh ngày 30 tháng 9 năm 1968) là một huấn luyện viên và cựu cầu thủ bóng đá chuyên nghiệp người Pháp, hiện là huấn luyện viên của Đội tuyển bóng đá quốc gia Ả Rập Xê Út.
Renard trước đây đã từng là huấn luyện viên của Đội tuyển quốc gia Zambia, đội mà ông đã giành được Cúp bóng đá châu Phi 2012; ông cũng đã vô địch giải đấu năm 2015 với Bờ Biển Ngà, trở thành huấn luyện viên đầu tiên giành được hai Cúp bóng đá châu Phi với các đội bóng khác nhau. Ngoài ra, ông đã huấn luyện Maroc tại FIFA World Cup 2018. Năm 2019, ông được bổ nhiệm làm huấn luyện viên của Ả Rập Xê Út.

## Đầu đời
Hervé Jean-Marie Roger Renard sinh ngày 30 tháng 9 năm 1968 tại Aix-les-Bains, Auvergne-Rhône-Alpes.

## Sự nghiệp cầu thủ
Sinh ra ở Aix-les-Bains, Renard thi đấu ở vị trí hậu vệ cho các đội bóng Pháp AS Cannes, Stade de Vallauris và SC Draguignan trong sự nghiệp thi đấu kéo dài từ 1983 đến 1998. Sau khi giải nghệ với tư cách là một cầu thủ chuyên nghiệp, ông làm công việc dọn dẹp, làm việc ở đó vào buổi sáng và tập luyện với Draguignan vào buổi tối, cuối cùng ông thành lập công ty dọn dẹp của riêng mình.

## Sự nghiệp huấn luyện

### Lille
Renard trở thành huấn luyện viên của câu lạc bộ Pháp Lille vào tháng 5 năm 2015. Vào ngày 11 tháng 11 năm 2015, ông bị sa thải sau khi chỉ giành được 13 điểm sau 13 trận tại giải VĐQG.

### Đội tuyển nữ Pháp
Vào tháng 3 năm 2023, Renard được mời làm huấn luyện viên của Đội tuyển bóng đá nữ quốc gia Pháp sau khi Corinne Diacre bị sa thải. Vào ngày 29 tháng 3, Liên đoàn bóng đá Ả Rập Xê Út đã chấp nhận đơn từ chức của Renard để bắt đầu nhiệm kỳ huấn luyện viên đội tuyển nữ Pháp. Vào ngày 30 tháng 3, Renard chính thức trở thành huấn luyện viên của đội tuyển quốc gia nữ Pháp, kế nhiệm Diacre với hợp đồng kéo dài đến tháng 8 năm 2024. Ông được giao nhiệm vụ chuẩn bị đội cho 2023 FIFA Women's World Cup giữa những thay đổi và xung đột của người chơi, đặc biệt là với việc quản lý.
Renard trở thành huấn luyện viên đầu tiên huấn các đội ở hai kỳ World Cup cấp cao khác nhau trong cùng một năm. Vào ngày 29 tháng 7, ông trở thành huấn luyện viên đầu tiên giành chiến thắng trong một trận đấu ở cả hai kỳ World Cup nam và nữ sau khi Pháp đánh bại Brasil ở vòng bảng.

## Đời tư
Renard đang có mối quan hệ với Viviane Dièye, góa phụ của huấn luyện viên Bruno Metsu.
Ông bà ngoại của ông đến từ Ba Lan.